# Atbara
Atbara este un oraș în partea de nord-est a Sudanului, în statul Râul Nil, la confluența Nilului cu afluentul Atbara.